# Mette Ivers
Mette Ivers est une peintre et une illustratrice française d'origine danoise, née le 18 mai 1933 à Boulogne-Billancourt. Son œuvre se partage entre peinture et illustrations pour diverses maisons d'édition : Bayard, Hatier, Hachette, L'École des Loisirs, etc.

## Biographie
Née le 18 mai 1933 à Boulogne-Billancourt, elle fait ses études en France et à l'Ecole des Beaux Arts de Copenhague.
En février 1957, au Café de Flore à Paris, elle fait la rencontre d'Albert Camus avec qui elle vivra une histoire d'amour. Deux ans après sa disparition, elle commence à travailler comme illustratrice pour l'édition et pour la presse tout en continuant à peindre.
Dans le cadre de cette activité elle rencontre Jean-Jacques Sempé, le dessinateur humoriste. Ils ont ensemble une fille, Inga Sempé, née en 1968, designer.
En ce qui concerne sa relation avec Albert Camus, elle a longtemps choisi de rester dans l'anonymat. Quand Olivier Todd a voulu parler d'elle dans sa biographie de l'écrivain en 1996, il la nomme « Mi » en référence aux Carnets. Herbert R. Lottman l'appela « Tove » dans la deuxième édition de son livre Albert Camus: A Biography. En 2013, plus d'un demi-siècle après la mort de l'écrivain, elle sort de l'anonymat pour la première fois, à travers une interview pour les Cahiers de L'Herne.
Elle illustre les grands auteurs de la littérature classique pour le Cercle du bibliophile : Stendhal, Tchekhov, Mauriac, Simenon. Pour la jeunesse, elle travaille également chez de nombreux éditeurs pour qui elle illustre des grands classiques comme les Contes d'Andersen, la Comtesse de Ségur, Pinocchio, ainsi que de nombreux auteurs contemporains, pour J'aime lire ou l'Ecole des loisirs par exemple.
Elle utilise des techniques très variées pour s'adapter à l'atmosphère du livre : aquarelle, gouache, plume, lavis, crayon, fusain.
Dans ses dessins elle cherche à suggérer le fantastique ou le merveilleux.
En parallèle de son métier d'illustratrice, Mette Ivers a toujours continué à peindre. Elle a régulièrement exposé ses peintures et ses dessins à Paris et dans le Midi.
Galeries : Iris Cler, Galerie Levi, Cupillard, Philippe Fregnac, De Causans, Martine Gossieaux, L'Art à la Page.
Voici quelques uns des ouvrages qu'elle a illustrés pour la jeunesse :
- Ronya, fille de brigand, d'Astrid Lindgren, Hachette jeunesse

- Oma, ma grand-mère à moi, de Peter Härtling, Pocket jeunesse
- Poucette de Hans Christian Andersen, Hachette jeunesse
- Voleuse de peluche de Florence Seyvos, L'École des loisirs
- Des romans de Guy Jimenes comme La sorcière au scooter, J'aime lire, Bayard éditions
- Smith de Leon Garfield, Hachette jeunesse.
- Bulle de René Fallet. Denoël.
- Histoire de Blondine de la Comtesse de Ségur Hachette jeunesse.
- Pinocchio de Carlo Collodi[5], Hatier
- Peter Pan de J. M. Barrie Hatier.
- Série "Mélanie" de Hans Peterson. Bayard.
- Série "Vic le viking" de Runer Jonsson. Hachette. La bibliothèque verte.
- 12 volumes de la collection des Contes, L'École des loisirs.

Elle vit et travaille entre Paris et le Midi.